# Loi
Loi är en ö i Marshallöarna.   Den ligger i kommunen Kwajalein, i den västra delen av Marshallöarna, 400 km väster om huvudstaden Majuro. Arean är 0,28 kvadratkilometer.
Terrängen på Loi är mycket platt. Den sträcker sig 2,1 kilometer i nord-sydlig riktning, och 0,3 kilometer i öst-västlig riktning.